# Kozinec (Chvalčov)
Kozinec (479 m n. m.) je kopec v Hostýnských vrších. Nachází se severovýchodně od obce Chvalčov u Bystřice pod Hostýnem v okrese Kroměříž.
Po hřebeni vrchu Kozinec vede část naučné stezky Chodník Masarykových. Na východním úpatí Kozince se nachází přírodní památka Pod Kozincem.